# Sveti Danijel Stilit
Danijel Stilit (grčki: Δανιὴλ ὁ Στυλίτης) (oko 409. – 493.) je svetac i stilit Istočne pravoslavne, Rimokatoličke i Istočne katoličke Crkve. Spomendan je 11. prosinca prema liturgijskim kalendarima tih crkava.

## Povijest

### Rani život
Sveti Danijel je rođen u Marati, selu u gornjoj Mezopotamiji u blizini Samosata u današnjem Iraku. Došao je u samostan u dobi od 12 godina i tamo živio do svoje trideset i osme godine. Tijekom putovanja u Antiohiju s redovničkom zajednicom kojoj je pripadao, prolazio je kroz grad Telanissos (današnji Dayr Sim'ān u Siriji) gdje ga je sv. Šimun Stilit primio udjelio mu blagoslov i ohrabrio ga tako da mu je sv. Šimun postao uzor, što će se kasnije odraziti na Danijelov životni put. Tijekom toga vremena je posjetio razna sveta mjesta, pri čemu je boravio u raznim samostanima, da bi se 451. godine povukao u osamu u napuštenim ruševinama paganskog hrama.

## Stilit
Nakon izvjesnog vremena, sv. Danijel je, po uzoru na sv. Šimuna Stilita, odlučio postati stilit i svoj je stup postavio sjeverno od Konstantinopola. Međutim, Danijel nije prethodno zatražio dozvolu od vlasnika zemljišta na kojem je postavio svoj stup, pa je, stoga, vlasnik uputio žalbu bizantskom caru Leonu I. kao i patrijarhu Genadiju iz Konstantinopola. Genadije je predložio da ga dislocira, ali je to bilo spriječeno. Naime, car Leon I. ga je zaštitio i nakon nekog vremena je poslao Gennadija da ga zaredi za svećenika, kojega je, kako je rekao, zaredio stojeći podno stupa, jer se sv. Danijel protivio da bude zaređen te je odbio pustiti patrijarha da se gore popne ljestvama. Kad je Genadije završio ceremoniju, Danijel je naredio da se donesu ljestve, tako da se na kraju obreda patrijarh popeo kako bi stupniku dao Svetu Pričest te istu od njega primio. 
Danijel je na stupu živio 33 godine. Zbog neprekidnog stajanja, njegova stopala su navodno bile prekrivena ranama, posjekotinama i čirevima, a Tracijski vjetrovi bi mu ponekad otpuhali i ono malo odjeće koju je imao. Kao teolog, izjašnjavao se protiv monofizitizma.
Posjećivali su ga i car Leon I. i car Zenon.

## Molitva
Molitva sv. Danijela prije nego što je započeo svoj život na stupu:
Slavim Te Isuse Kriste, Bože moj, za sve blagoslove kojima si me obasuo i za milost koju si mi podario da bih prihvatio ovakav način života. Ali Ti znaš da se, uspinjći se na ovaj stup, samo oslanjam na Tebe i da samo od Tebe očekujem sretan ishod moga poduhvata. Prihvati, dakle, moju nakanu; ojačaj me da dovršim ovaj bolan put; podari me milošću da ga okončam u svetosti.

## Posljednji savjet
Savjet koji je dao svojim sljedbenicima neposredno prije svoje smrti:
Držite se trajne poniznosti, prakticirajte pokornost, vršite gostoljublje, držite se postova, pridržavajte se bdjenja  (noćnih molitava), ljubite siromaštvo i nadasve budite milosrdni - što je prva i velika zapovijed; budite čvrsto vezai za sve što se tiče pobožnosti i izbjegavajte gnjide od heretika. Nikad se ne odvojajte od svoje Majke Crkve; ako tako činili, doseći ćete savršenstvo svoje pravdoljubivosti.